# Marc Anthony (álbum)
Marc Anthony es el álbum homónimo de pop latino del cantante Marc Anthony. Es su segundo álbum en inglés y el quinto en general. El álbum debutó en el Top 10 del Billboard 200 y desde entonces se convirtió en disco de platino en los Estados Unidos. Este fue el primer álbum en inglés de Anthony desde su álbum de 1991, "When the Night is Over", el cual grabó con Little Louie Vega. I Need to Know se convirtió en la primera canción de Marc Anthony en llegar al primer lugar en una lista de éxitos lejana a un conteo de Billboard de música latina.

## Lista de canciones
| Marc Anthony |                                                    |                                                          |          |  |
| N.º          | Título                                             | Escritor(es)                                             | Duración |  |
| 1.           | «When I Dream at Night»                            | Dan Shea, Robin Thicke                                   | 4:21     |  |
| 2.           | «Am I The Only One»                                | Marc Anthony, Walter Afanasieff                          | 4:24     |  |
| 3.           | «I Need To Know»                                   | Marc Anthony, Corey Rooney                               | 3:48     |  |
| 4.           | «You Sang to Me»                                   | Marc Anthony, Corey Rooney                               | 5:48     |  |
| 5.           | «My Baby You»                                      | Marc Anthony, Walter Afanasieff                          | 3:59     |  |
| 6.           | «No One»                                           | Marc Anthony, Corey Rooney, Ira Antelis                  | 4:41     |  |
| 7.           | «How Could I»                                      | Gordon Chambers, Corey Rooney, Dan Shea                  | 4:28     |  |
| 8.           | «That's Okay»                                      | Marc Anthony, Corey Rooney                               | 4:41     |  |
| 9.           | «Don't Let Me Leave»                               | Marc Anthony, Walter Afanasieff                          | 4:50     |  |
| 10.          | «Remember Me»                                      | Jonnie Most, Denise Rich                                 | 3:48     |  |
| 11.          | «She's Been Good to Me»                            | Marc Anthony                                             | 4:20     |  |
| 12.          | «Love Is All»                                      | Arnie Roman                                              | 4:30     |  |
| 13.          | «Dímelo» (I Need to Know)                          | Robert Blades, Marc Anthony, Corey Rooney, Angie Chirino | 3:48     |  |
| 14.          | «Como ella me quiere a mí» (She's Been Good to Me) | Marc Anthony, Harvey Mason, Rodney Jerkins               | 4:20     |  |
| 15.          | «Da la vuelta»                                     | Emilio Estefan Jr., Kike Santander                       | 5:10     |  |

## Posiciones en la lista de éxitos

### Álbum
| Año  | Listas              | Álbum        | Posición |
| ---- | ------------------- | ------------ | -------- |
| 1999 | The Billboard 200   | Marc Anthony | 8        |
| 1999 | Top Internet Albums | Marc Anthony | 16       |
| 1999 | Top Internet Albums | Marc Anthony | 16       |
| 2000 | Top Canadian Albums | Marc Anthony | 8        |